# Prärieuggla
Prärieuggla (Athene cunicularia) är en grävande uggla som förekommer i både Nord- och Sydamerika.

## Utseende
Prärieugglan är en liten uggla med runt huvud, kort stjärt och påtagligt långa, smala ben med nakna fötter. Näbben är gul, medan fjäderdräkten är spräcklig i brunt, vitt och beige. Den är mellan 21,5 och 26 cm lång, och har en vingbredd mellan 51 och 61 cm.

## Ekologi

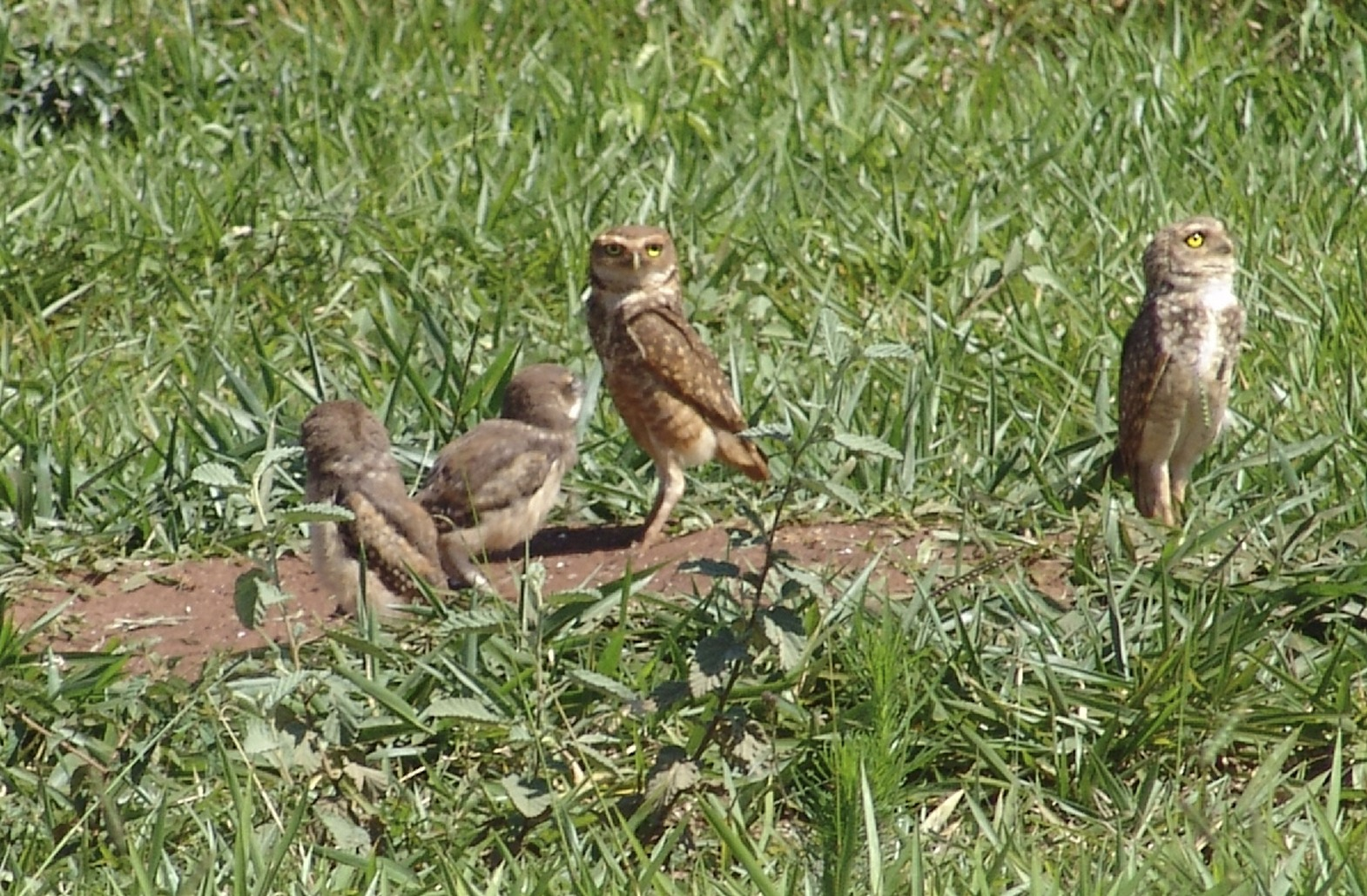
Prärieugglefamilj vid boet

Prärieugglan lever i flacka, trädlösa landskap som prärier, andra grässlätter och betade ängar. Den lever underjordiskt, men gräver sällan sina egna bon, utan föredrar att använda sådana som grävts ut av jordekorrar, präriehundar, nordamerikansk grävling och liknande djur. 

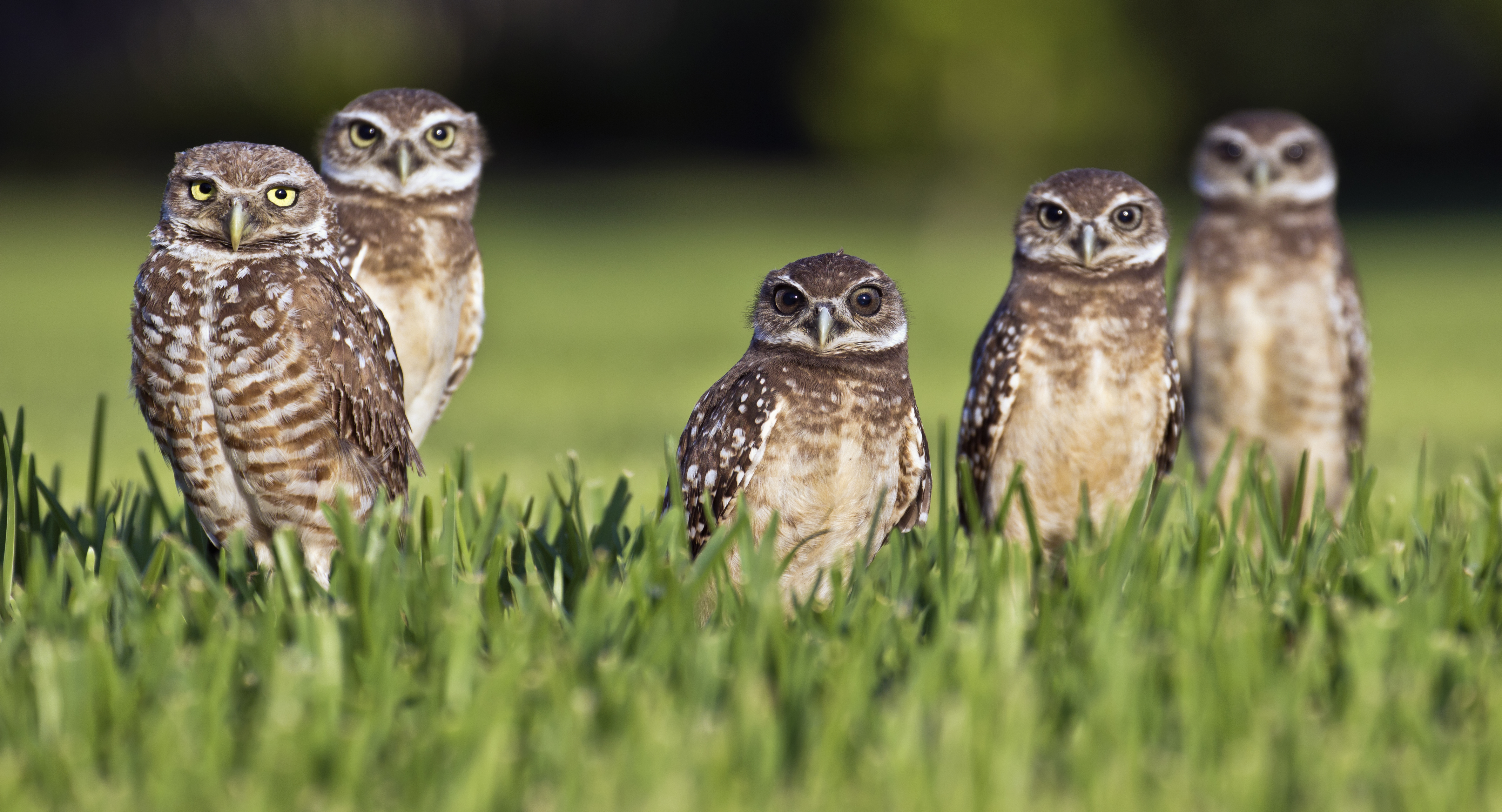
Fem prärieugglor.

Ugglan livnär sig på smågnagare och insekter som skalbaggar och gräshoppor, och utgör själv föda åt ett flertal djur som rovfåglar och nordamerikanska grävlingar. Den är vanligtvis dagaktiv, och har en låg, snabb flykt.

### Häckning
I Nordamerika häckar ugglan i maj, då honan lägger i genomsnitt 9 ägg. Paren är vanligtvis monogama, men inte för livet. Honan ruvar äggen i det underjordiska boet, medan hanen fångar mat åt henne och ungarna. Det är vanligt att flera av ungarna dör för att hanen inte förmår fånga tillräckligt med mat.

## Utbredning och taxonomi

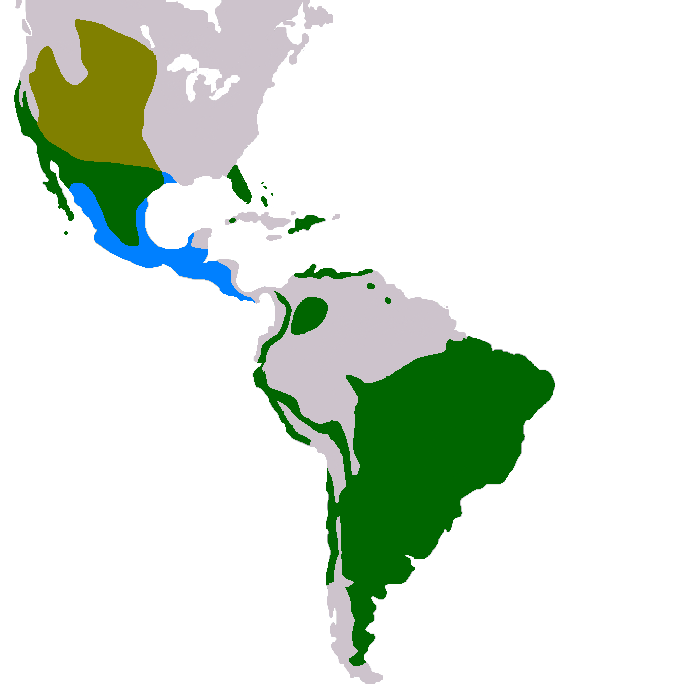
Utbredningskarta: grönt häckande stannfågel, gult häckande flyttfågel, blått vinterkvarter.

Prärieuggla har ett stort utbredningsområde i Nord- och Sydamerika. Dess utbredning sträcker sig från nordöstra Kanada genom Östra och centrala USA, Mellanamerika, och i stora delar av centrala, västra och södra Sydamerika. De populationer som häckar i Kanada och norra USA flyttar söderöver om vintern, främst till Mexiko. Övriga är stannfåglar.  Den delas upp i inte mindre än 18 underarter av Clements 2018, varav två är utdöda:
- hypugaea-gruppen
  - Athene cunicularia hypugaea – sydvästra Kanada till El Salvador
  - Athene cunicularia rostrata – ön Clarión (Revillagigedoöarna) utanför västra Mexiko
- Athene cunicularia floridana – prärier i centrala och södra Florida, Bahamas, Kuba och Isla de la Juventud
- guadeloupensis-gruppen
  - Athene cunicularia guantanamensis – kustnära norra Kuba (provinsen Guantánamo)
  - Athene cunicularia troglodytes – Hispaniola, Gonâve och Isla Beata
  - Athene cunicularia amaura – tidigare Nevis och Antigua i Västindien, numera utdöd
  - Athene cunicularia guadeloupensis – tidigare ön Guadeloupe, numera utdöd
  - Athene cunicularia brachyptera (inkl. arubensis och apurensis) – Aruba, Isla Margarita och norra Venezuela (söder om llanos i Apure, Barinas och Cojedes) samt närliggande nordöstra Colombia
  - Athene cunicularia minor – södra Guyana och närliggande nordligaste Brasilien (Roraima)
- tolimae-gruppen
  - Athene cunicularia carrikeri – östra Colombia
  - Athene cunicularia tolimae – västra Colombia (Tolima)
  - Athene cunicularia pichinchae – västra Ecuador (förutom arida kustområden)
- nanodes-gruppen
  - Athene cunicularia nanodes (inkl. intermedia och punensis) – kustnära sluttningar i västra Sydamerika, från sydvästra Ecuador till norra Chile
  - Athene cunicularia juninensis – Anderna från centrala Peru (Junín) till västra Bolivia och nordvästra Argentina
- Athene cunicularia grallaria – östra Brasilien (Maranhão till Mato Grosso och Paraná)
- cunicularia-gruppen
  - Athene cunicularia boliviana – Bolivia
  - Athene cunicularia partridgei – norra Argentina (Corrientes)
- Athene cunicularia cunicularia – södra Bolivia och södra Brasilien till Paraguay och Eldslandet

Flera av underarterna kan dock återspegla individuell variation eller övergångar mellan populationer och är troligen inte giltiga.
Prärieuggla placeras ofta i det egna släktet Speotyto, men DNA-studier och studier av skelettets uppbyggnad visar att den tillhör Athene.

## Hot och status
Ugglan är starkt hotad i Kanada där framför allt det ökade jordbruket utgör en hotfaktor. I större delen av Amerika betecknas den emellertid som livskraftig.

## I kulturen
Prärieugglan av underarten arubensis är en nationalsymbol för den karibiska ön Aruba.